# Sierradiadema
Sierradiadema is een geslacht van uitgestorven zee-egels uit de familie Diadematidae.

## Soorten
- Sierradiadema kristini Mooi & Hilton, 2014 †